# Richard K. Webel
Richard K. Webel  (* 5. Juli 1900 in Frankenthal; † 1. November 2000 in Glen Cove, New York, USA) war ein US-amerikanischer Landschaftsarchitekt.

## Leben
Nach dem Studium in Harvard lebte Richard K. Webel drei Jahre in Italien und studierte an der American Academy in Rome. Nach seiner Rückkehr in die Vereinigten Staaten arbeitete er ab 1930 als Landschaftsarchitekt bei Vitale & Geiffert in New York City, gründete aber schon ein Jahr später mit Umberto Innocenti „Innocenti & Webel“. Webel ging 1995 in den Ruhestand.
Webel war für die Landschaftsgestaltung des Ardennes American Cemetery and Memorial verantwortlich. Er gestaltete zahlreiche Golfplätze in den USA. Er entwarf die Landschaftsgestaltung an so unterschiedlichen Orten wie der Frick Collection und dem amerikanischen Flügel des Metropolitan Museum of Art in Manhattan.

### Privates
Im Jahr 1969 heiratete er Pauline Dodge Pratt (Witwe von Frederic R. Pratt, einem Enkel von Charles Pratt). Sie hatten einen Sohn.

## Werke
- Ardennes American Cemetery and Memorial, Belgien[1]
- Campus der Furman University, Greenville[1]
- Sitz der Reader’s Digest Association in Pleasantville[1]
- Greenbrier Hotel in White Sulphur Springs[1]
- Sitz vom Keeneland Sales in Lexington[1]
- Elizabethan Gardens, Manteo[1]
- Frick Collection[2]
- American Wing des Metropolitan Museum of Art[2]
- Blair House, New York City[2]
- Wellesley College, Massachusetts[2]
- Sweet Briar College, Virginia[2]